# Расщеплённые холловские структуры
Расщеплённые хо́лловские структу́ры (РХС) — разновидность датчиков Холла. РХС являются конструктивной базой сенсоров магнитного поля на основе эффекта Холла. В отличие от традиционных преобразователей Холла, состоящих, как правило, из полупроводниковой пластины прямоугольной формы со сформированными двумя токовыми и двумя потенциальными контактами, форма РХС и количество контактов в них могут быть произвольными.
Большинство РХС состоит из нескольких полуэлементов Холла, сочетание которых позволяет получить сенсоры магнитного поля с новыми функциональными возможностями и характеристиками.

## Функциональные возможности и преимущества сенсоров на основе РХС
Функциональными возможностями и преимуществами сенсоров на основе РХС являются:
- минимизация расстояния между чувствительной областью сенсора и объектом измерения, в том числе при измерении приповерхностных магнитных полей;
- формирование объёмных структур с высоким пространственным разрешением измерения трёх ортогональных проекций {\displaystyle \left(B_{x},B_{y},B_{z}\right)} вектора индукции магнитного поля (3D сенсоров);
- формирование распределенных в пространстве матриц сенсоров (сканеров), в том числе, для измерения распределения двух проекций {\displaystyle \left(B_{x},B_{y}\right)} приповерхностного магнитного поля (2D сканеров);
- формирование однокристальных (single chip) 2D и 3D сенсоров в составе однокристальных кремниевых интегральных схем или в устройствах измерения магнитных полей на основе радиационно-устойчивых полупроводниковых структур.

## Формирование сигнала в сенсорах на РХС

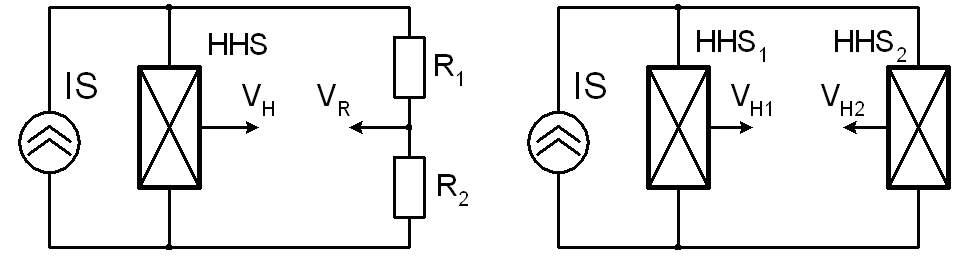
Полумостовая (слева) и мостовая (справа) схемы формирования сигналов в сенсорах на основе РХС (HHS, HHS1, HHS2 — РХС, IS — источник тока питания, VH, VR, VH1, VH2 — выходные напряжения).

В отличие от традиционных преобразователей Холла, формирование информативных сигналов в РХС и их интерпретация являются более проблематичными задачами. В основном это обусловлено невозможностью компенсировать выходной сигнал РХС при отсутствии магнитного поля и наличием в этом сигнале двух компонент — холловской и магнеторезистивной. Параметрический анализ РХС требует специфических алгоритмов математического моделирования, а применение РХС — более сложных методик калибровки.
Частичными решениями задач формирования сигнала в сенсорах на РХС является использование:
- полумостовой схемы, в которой выходное напряжение РХС меняется относительно напряжения, сформированного резистивным делителем, подключённым параллельно РХС (в том числе, в 2D-сканерах);
- мостовой схемы, в которой информативным сигналом является разностное напряжение между выходами двух полуэлементов Холла (в том числе, в сенсорах измерения градиента магнитного поля и в РХС с угловым размещением чувствительной области).

## РХС с угловым размещением чувствительной области и 3D-зонд на их основе
|  |  |

Характерным представителем сенсора магнитного поля на РХС является структура, в которой чувствительная область сенсора вынесена на периферию, например, в угловую область прямоугольной пластины. Такая РХС имеет центральный токовый контакт, ток от которого течёт через чувствительную область к двум боковым токовым контактам. Информативный сигнал РХС формируется на двух потенциальных контактах, сформированных по краям чувствительной области. Преимуществами РХС с угловым размещением чувствительной области является минимизация расстояния между чувствительной областью сенсора и поверхностью объекта измерения, а также возможность формирования объёмных структур с высоким пространственным разрешением измерения трёх ортогональных проекций {\displaystyle \left(B_{x},B_{y},B_{z}\right)} вектора индукции магнитного поля (3D-сенсоров).
Объёмную структуру 3D-зонда магнитного поля формируют, разместив три РХС с угловым расположением чувствительной области на смежных гранях куба таким образом, чтобы чувствительные области трёх РХС образовали вершину куба. Эта вершина куба может сколь угодно приближаться к измеряемой поверхности — таким образом обеспечивается высокое пространственное разрешение измерения проекций {\displaystyle B_{x},B_{y},B_{z}} вектора индукции магнитного поля.

## РХС сенсоров планарного магнитного поля

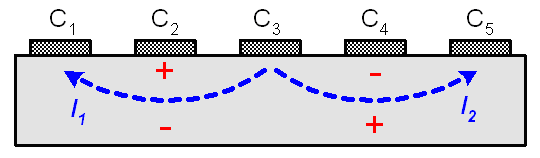
РХС вертикального элемента Холла (C3 — центральный токовый контакт, C1, C5 — боковые токовые контакты, C2, C4 — потенциальные контакты).

В отличие от традиционных преобразователей Холла, в которых отклонение подвижных носителей происходит в плоскости, параллельной структуре поверхности, и ось чувствительности которых перпендикулярна поверхности структуры, отклонение подвижных носителей в сенсорах планарного магнитного поля происходит по толщине пластины сенсора, что обеспечивает чувствительность к магнитным полям, параллельным структуре сенсора.
РХС сенсоров планарного магнитного поля называют вертикальными элементами Холла. Как правило, вертикальный элемент Холла содержит сформированные вдоль одной линии на поверхности пластины один центральный и два боковых токовых контакта. В промежутке между токовыми контактами сформированы два потенциальных контакта, равноудалённых от центрального токового контакта.
Ось чувствительности вертикального элемента Холла перпендикулярна оси, вдоль которой размещены контакты, и параллельна поверхности пластины РХС.

## РХС интегральных 2D и 3D зондов магнитного поля
Соединяя два расположенных под прямым углом вертикальных элемента Холла, формируют 2D- и 3D-зонды магнитного поля. Различают несколько вариантов питания таких зондов. В том числе, ток может протекать от центрального контакта к четырём боковым контактам (9-контактная конструкция), только между боковыми контактами с противоположным направлением тока в противоположных плечах структуры (8-контактная конструкция без центрального контакта), либо только в одном из вертикальных элементов Холла. Сочетание таких вариантов питания с соответствующими способами формирования выходных сигналов позволяет сформировать интегральный сенсор для измерения трёх ортогональных проекций {\displaystyle B_{x},B_{y},B_{z}} вектора индукции магнитного поля.
При реализации РХС вертикальных элементов Холла на основе тонкопленочной технологии без поверхностного изолирующего слоя, в том числе, с использованием чувствительной плёнки InSb, потенциальные контакты формируют, используя промежуточные утончённые участки, контактирующие с токовыми плечами РХС в глубине чувствительной пленки.

## Транзисторные РХС
Использование РХС в измерительных преобразователях транзисторного типа позволяет реализовать магнитотранзисторы с расщеплённым коллектором (англ. spit collector) или расщеплённым стоком (spit drain). В отличие от рассмотренных выше РХС, информативными сигналами транзисторных РХС является не выходное напряжение, а разница коллекторных или стоковых токов. Транзисторные РХС, как правило, являются элементами магнитосенсорных кремниевых интегральных схем.
|  |  |  |

## Развитие РХС
Целью дальнейшего развития сенсоров магнитного поля на основе РХС является повышение точности измерения ортогональных проекций и упрощение использования этих сенсоров. Эта цель может быть достигнута, в частности, соответствующими конструктивными решениями, минимизацией количества контактов, усовершенствованием математических моделей, оптимизацией алгоритма калибрования.